# لاري شالمرز
لاري شالمرز هو سياسي كندي، ولد في 21 يوليو 1944 في غلينوود ‏ في كندا، وتوفي في 2 مايو 2013 في كيلونا في كندا. نشط حزبياً في British Columbia Social Credit Party ‏.